# John Wiley & Sons
John Wiley & Sons, Inc (Wiley) – wydawnictwo o zasięgu światowym, specjalizujące się w publikacjach naukowych.
Przedsiębiorstwo zostało założone w 1807 roku.